# Piotr Szukalski
Piotr Szukalski (ur. 14 czerwca 1969) – polski demograf i gerontolog, doktor habilitowany, profesor Uniwersytetu Łódzkiego.

## Życiorys
Ukończył studia z zakresu ekonomii i zarządzania na krakowskiej Akademii Ekonomicznej (obecnie Uniwersytet Ekonomiczny).
W 2002 r. doktoryzował się z ekonomii, specjalność demografia, na podstawie pracy Demograficzne uwarunkowania przepływów międzypokoleniowych (promotor: Jerzy Kowaleski). W 2014 r. habilitował się w UŁ, na podstawie rozprawy Solidarność pokoleń. Dylematy relacji międzypokoleniowych. Od 1 grudnia 1996 r. pracuje na Wydziale Ekonomiczno-Socjologicznym Uniwersytetu Łódzkiego; w Katedrze Socjologii Struktur i Zmian Społecznych UŁ jest zatrudniony na stanowisku profesora.
Jego zainteresowania badawcze obejmują zagadnienia z pogranicza demografii, gerontologii społecznej i polityki społecznej. Przedmiotem jego badań są przede wszystkim: starzenie się ludności i konsekwencje tego procesu ze szczególnym uwzględnieniem długowieczności, depopulacja, przestrzenne zróżnicowanie procesów ludnościowych w Polsce, polityka ludnościowa, przemiany modelu rodziny polskiej oraz relacje międzypokoleniowe.
Jest autorem ponad 300 publikacji dotyczących przemian demograficznych i zagadnień z zakresu gerontologii, w tym ponad 100 artykułów publikowanych w czasopismach: „Polityka Społeczna”, „Studia Demograficzne”, „Gerontologia Polska” i „Wiadomości Statystyczne”.
Jest członkiem:
- Narodowej Rady Rozwoju[9] przy Prezydencie RP, w sekcji „Polityka społeczna, rodzina” (od 2016);
- Rządowej Rady Ludnościowej[10] przy Prezesie Rady Ministrów RP (od 2017);
- Rady ds. Polityki Senioralnej[11] przy Ministrze Rodziny, Pracy i Polityki Społecznej (od 2016);
- Komitetu Prognoz „Polska 2000 Plus”[12] Polskiej Akademii Nauk (od 2008);
- Komitetu Nauk Demograficznych[13] Polskiej Akademii Nauk;
- Naukowej Rady Statystycznej[14] przy Prezesie Głównego Urzędu Statystycznego.